# Plop 1
Plop 1 is een album van Kabouter Plop. Het is uitgebracht door Studio 100 op 12 oktober 1998. De teksten zijn van Gert Verhulst, Danny Verbiest en Hans Bourlon. De muziek is van Johan Vanden Eede die ook tekende voor de arrangementen en de productie. Op het album zijn de stemmen te horen van Walter De Donder als Kabouter Plop, Agnes De Nul als Kabouter Kwebbel, Aimé Anthoni als Kabouter Klus en Chris Cauwenberghs als Kabouter Lui.
Het album was niet minder dan 77 weken genoteerd in de Vlaamse Ultratop 50, waar het in de top aller tijden van albums die sinds 1995 wordt bijgehouden de twintigste positie inneemt.

## Discografie
| Album met hitnotering(en) in de Vlaamse Ultratop 200 albums | Datum van verschijnen | Datum van binnenkomst | Hoogste positie | Aantal weken | Opmerkingen |
| ----------------------------------------------------------- | --------------------- | --------------------- | --------------- | ------------ | ----------- |
| Plop 1                                                      | 1998                  | 31-10-1998            | 2               | 77           |             |

## Tracklist
1. Kabouterdans (3:54)
2. Jij praat te veel (2:53)
3. Klus wil vliegen (2:42)
4. Wij zoeken een schat (3:36)
5. Het spook (3:01)
6. Daar zijn vrienden voor (4:19)
7. Klus heeft het gedaan (3:23)
8. Kaboutercarnaval (3:25)
9. Slaapliedje (5:47)
10. Het is lente (3:59)
11. Ik word daar zo moe van (3:27)
12. Het Ploplied (2:55)

## Singles uit het album
1. Het Ploplied

## Videoclips van het album
1. Kabouterdans
2. Jij praat te veel
3. Klus wil vliegen
4. Het spook
5. Klus heeft het gedaan
6. Kaboutercarnaval
7. Het is lente
8. Ik word daar zo moe van
9. Het Ploplied